# Mister Rogers' Neighborhood
Mister Rogers' Neighborhood è stato un programma televisivo per bambini trasmesso su NET dal 1968 al 1970 e su PBS dal 1971 al 2001, creato, scritto e presentato da Fred Rogers.
Considerata una delle trasmissioni televisive per l'infanzia più importanti ed influenti della storia della televisione degli Stati Uniti d'America e non solo, Mister Rogers' Neighborhood ha cresciuto, coinvolto e appassionato bambini e ragazzi di una nazione intera nell'arco di oltre tre decenni, entrandone a far parte dell'immaginario collettivo.

## Storia del programma

### Genesi

#### The Children's Corner
Nel 1954 Fred Rogers inizia a lavorare presso WQED e durante i suoi primi giorni di lavoro considera la possibilità di presentare un programma per bambini dal titolo It's a Small World. La direttrice generale dell'emittente televisiva, Dorothy Daniel, ha infatti chiesto ai dipendenti se ci fosse qualcuno interessato a sviluppare uno spettacolo per bambini. Fred e una collega, la segretaria e aspirante attrice Josephine Vicari (che in seguito ha cambiato il suo nome in Josie Carey), si offrono volontari. I due così iniziano a lavorare a quello che sarebbe diventato The Children's Corner, un programma trasmesso in diretta con puntate della durata di circa un'ora. Il programma originale della trasmissione era il seguente: Josie avrebbe cantato mentre Fred l'accompagnava all'organo ed in seguito avrebbero mostrato personaggi locali alle prese con faccende interessanti e qualsiasi film gratuito che potevano trovare.
The Children's Corner debuttò andando in onda il 5 aprile 1954. La sera prima Dorothy Daniel ha organizzato una festa per il personale dove ha consegnato a tutti un piccolo regalo. Sapendo che a Fred piacevano i burattini, gli regalò un piccolo pupazzo dalle sembianze di una tigre. Questo momento ha segnato la nascita di Daniel Striped Tiger, il personaggio che avrebbe fatto il suo debutto televisivo a sorpresa il giorno successivo.
La maggior parte del lavoro di Fred in The Children's Corner era dietro le quinte: egli si occupava della musica e, assieme alla Daniel, manovrava i pupazzi. Nel corso del tempo, i burattini sono diventati sempre più fondamentali per il programma. In quel periodo, infatti, i film che venivano mostrati, a causa della fragilità della pellicola, si rompevano più volte e i due conduttori avevano il dovere di colmare i momenti vuoti della puntata, la quale era trasmessa in diretta. Per ovviare a ciò Fred si occupava dei burattini e Josie interagiva con loro parlandogli in maniera onesta e sincera, come avrebbe fatto con una persona reale.
The Children's Corner è andato in onda su WQED dal 1954 al 1962 ed ebbe un enorme successo a Pittsburgh. Nel 1955, il programma ha anche vinto un Sylvania Award per il miglior programma per bambini prodotto all'interno del Paese.

#### Misterogers
Dopo The Children's Corner, Rogers si trasferisce in Canada assieme alla famiglia. Fred Rainsberry, che era a capo della programmazione per bambini della CBC, lo aveva invitato a fare un breve spettacolo per bambini con burattini e musica. In quell'occasione Rainsberry aveva visto Rogers parlare di persona con dei bambini e lo incoraggiò a mostrarsi sul set e parlare direttamente ai suoi spettatori. Nasce così il programma Misterogers, che ha dato a Fred l'esperienza necessaria di fronte alla telecamera e l'opportunità di parlare sia con i burattini che con gli spettatori, affinando quello che sarebbe diventato il suo stile televisivo.

#### Misterogers' Neighborhood
Nel giro di pochi anni, la famiglia Rogers decide di tornare a vivere in Pennsylvania. Fred fa il suo ritorno alla WQED nel 1966 con un programma di mezz'ora, chiamato Misterogers' Neighborhood. La versione in bianco e nero è stata trasmessa a Pittsburgh dall'ottobre 1966 al maggio 1967. La Eastern Educational Network, precursore della National Educational Television (NET), ha trasmesso il programma in altre grandi città degli Stati Uniti. Di conseguenza, Misterogers' Neighborhood ha iniziato a sviluppare un grande seguito in tutto il paese. 
Gli spettatori erano così fedeli e devoti al programma che quando i fondi per il programma finirono e la notizia giunse ad un gruppo di madri di Boston, queste hanno organizzato una raccolta fondi per salvare la trasmissione.

### Mister Rogers' Neighborhood
Il 19 febbraio 1968, Misterogers' Neighborhood (il titolo non è cambiato in Mister Rogers' Neighborhood fino alla quarta stagione, nel 1971) è andato in onda televisiva a livello nazionale. Anche se il programma si sarebbe evoluto nel corso dei successivi trentatré anni, molti degli elementi fondamentali erano presenti sin dall'inizio. La sequenza di apertura ed il brano, per esempio, sono rimasti in gran parte invariati per tutta la durata della serie. 
Mister Rogers' Neighborhood andrà in onda fino al 20 febbraio 1976 e nuovamente dal 27 agosto del 1979 fino al 31 agosto 2001.

## Il programma
Ogni puntata di Mister Rogers' Neighborhood inizia con la celebre sigla di rito, composta da inquadrature che esplorano il modello in miniatura del quartiere del signor Rogers per poi giungere verso la casa del protagonista. Una volta che al pubblico viene introdotto l'interno dell'abitazione del presentatore, questo fa il suo ingresso cantando la canzone Won't you be my neighbor? mentre osserva dritto nella cinepresa. Durante l'esecuzione del brano Rogers si toglie la giacca e la ripone in un armadietto, da cui preleva ed indossa uno dei suoi cardigan colorati. Successivamente si siede per togliersi le scarpe e mettersi le comode sneaker, momento che segna il termine della sigla.

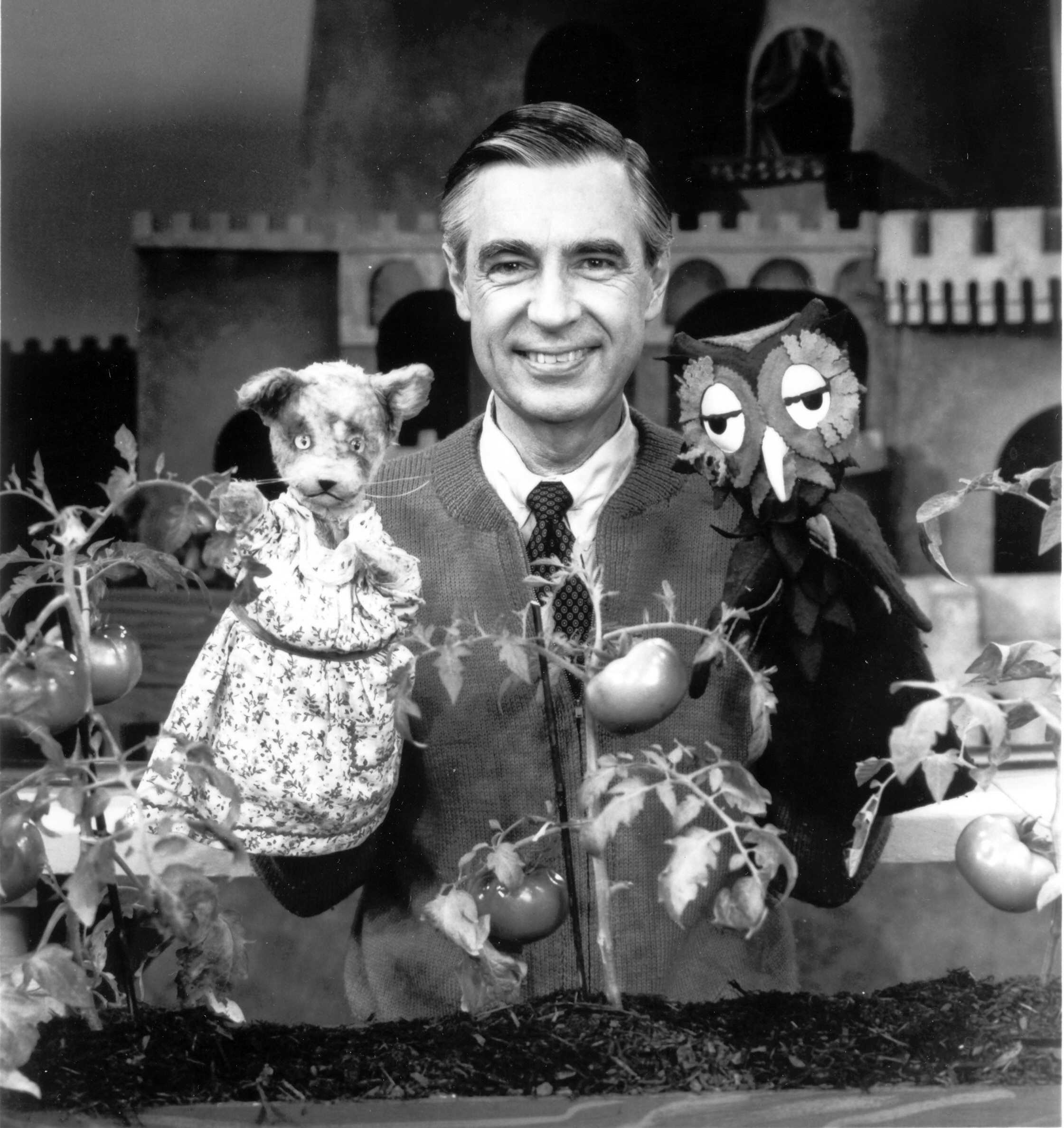
Fred Rogers con i pupazzi di Henrietta Pussycat e X the Owl

Durante ogni puntata il signor Rogers si rivolge direttamente agli spettatori, tenendo sempre lo sguardo fisso verso la cinepresa, instaurando con lo spettatore un rapporto intimo. In ogni episodio vengono affrontati temi diversi, spesso grazie all'aiuto di ospiti, tramite esperimenti, giochi ed altri espedienti.
Nei vari episodi del programma vengono dedicati alcuni minuti al Neighborhood of Make-Believe, il regno immaginario in cui risiedono i personaggi dei burattini manipolati da Rogers. In altri momenti invece il signor Rogers si reca in diversi luoghi del vicinato e interloquisce con le altre persone, intervistandole a proposito del loro lavoro o specificamente sul tema centrale della puntata.
Alla fine di ogni episodio, Rogers canta la canzone It's Such a Good Feeling, durante la quale si toglie le scarpe da ginnastica per rimettersi quelle precedentemente indossate, si dirige verso l'armadio, si toglie il cardigan, lo appende e afferra la giacca per rimettersela. Mentre il signor Rogers si prepara ad uscire, nei pressi della porta di casa, ricorda sempre agli spettatori quanto questi rendano speciale la giornata semplicemente essendo loro stessi ed in seguito li saluta dando appuntamento alla prossima volta.
Durante la sequenza di chiusura dell'episodio, vengono mostrati il logo del programma ed il numero dell'episodio. Nel frattempo la cinepresa si muove in maniera inversa rispetto alla sequenza di apertura della puntata.

## Personaggi

### Persone
- Mister McFeely - il postino, interpretato da David Newell
- Lady Aberlin - la nipote di King Friday XIII, interpretata da Betty Aberlin
- Joe Negri - un musicista "tuttofare", interpretato da Joe Negri
- Robert Troll - il proprietario del "Trow's Workshop", interpretato da Bob Trow
- Bob Dog - un cane parlante, interpretato da Bob Trow
- Lo chef Brockett - il pasticcere del quartiere, interpretato da Don Brockett
- Agente Clemmons - il poliziotto di quartiere canterino, interpretato da François Clemmons
- Maggie Stewart - il sindaco di Westwood, interpretata da Maggie Stewart
- Il vicino Aber - il vice sindaco di Westwood, interpretato da Chuck Aber
- John Reardon - il cantante d'opera, interpretato da John Reardon
- Miss Audrey Paulificate - la proprietaria di "Audrey Cleans Everything" e operatrice telefonica, interpretata da Audrey Roth
- Mrs. McFeely - la moglie di Mister McFeely, interpretata da Elizabeth Seamans
- Cugina Mary Owl - la cugina di X the Owl, interpretata da Mary Rawson
- Elsie Neil - l'artigiana del quartiere, interpretata da Elsie Neil
- Marilyn Barnett - l'insegnante di ginnastica, interpretata da Marilyn Barnett

### Burattini
- Daniel Striped Tiger
- King Friday XIII
- Lady Elaine Fairchilde
- Henrietta Pussycat
- Queen Sara Saturday
- Prince Tuesday
- Ana and the Platypus Family
- Harriett Elizabeth Cow
- X the Owl
- Cornflake S. Pecially
- Donkey Hodie
- Grandpère
- Betty Okonak Templeton

## Stagioni ed episodi
| Stagione | Episodi | Prima puntata    | Ultima puntata    | Emittente televisiva                  |
| -------- | ------- | ---------------- | ----------------- | ------------------------------------- |
| 1        | 130     | 19 febbraio 1968 | 16 agosto 1968    | NET                                   |
| 2        | 65      | 10 febbraio 1969 | 9 maggio 1969     | NET                                   |
| 3        | 65      | 2 febbraio 1970  | 1 maggio 1970     | NET                                   |
| 4        | 65      | 15 febbraio 1971 | 14 maggio 1971    | PBS                                   |
| 5        | 65      | 21 febbraio 1972 | 19 maggio 1972    | PBS                                   |
| 6        | 65      | 19 febbraio 1973 | 18 maggio 1973    | PBS                                   |
| 7        | 65      | 18 febbraio 1974 | 17 maggio 1974    | PBS                                   |
| 8        | 65      | 17 febbraio 1975 | 16 febbraio 1975  | PBS                                   |
| 9        | 5       | 16 febbraio 1976 | 20 febbraio 1976  | PBS                                   |
| 10       | 15      | 27 agosto 1979   | 23 maggio 1980    | PBS                                   |
| 11       | 15      | 16 febbraio 1981 | 24 luglio 1981    | PBS                                   |
| 12       | 15      | 1 marzo 1982     | 2 luglio 1982     | PBS                                   |
| 13       | 15      | 15 novembre 1982 | 29 aprile 1983    | PBS                                   |
| 14       | 15      | 7 novembre 1983  | 11 maggio 1984    | PBS                                   |
| 15       | 15      | 19 novembre 1984 | 17 maggio 1985    | PBS                                   |
| 16       | 15      | 25 novembre 1985 | 9 maggio 1986     | PBS                                   |
| 17       | 15      | 24 novembre 1986 | 8 maggio 1987     | PBS                                   |
| 18       | 15      | 23 novembre 1987 | 6 maggio 1988     | PBS                                   |
| 19       | 15      | 21 novembre 1988 | 5 maggio 1989     | PBS                                   |
| 20       | 15      | 20 novembre 1989 | 3 agosto 1990     | PBS                                   |
| 21       | 15      | 19 novembre 1990 | 30 agosto 1991    | PBS                                   |
| 22       | 15      | 25 novembre 1991 | 28 agosto 1992    | PBS                                   |
| 23       | 15      | 23 novembre 1992 | 3 settembre 1993  | PBS                                   |
| 24       | 10      | 21 febbraio 1994 | 2 settembre 1994  | PBS                                   |
| 25       | 10      | 20 febbraio 1995 | 1 settembre 1995  | PBS                                   |
| 26       | 20      | 16 ottobre 1995  | 30 agosto 1996    | PBS                                   |
| 27       | 10      | 17 febbraio 1997 | 29 agosto 1997    | PBS                                   |
| 28       | 15      | 16 febbraio 1998 | 28 agosto 1998    | PBS                                   |
| 29       | 15      | 15 febbraio 1999 | 27 agosto 1999    | PBS                                   |
| 30       | 10      | 21 febbraio 2000 | 1 settembre 2000  | PBS                                   |
| 31       | 5       | 27 agosto 2001   | 31 agosto 2001    | PBS                                   |
| Speciali | 17      | 7 giugno 1968    | 13 settembre 1994 | NET (speciale 1), PBS (speciali 2-17) |

## Musica
Uno degli elementi principali di Mister Rogers' Neighborhood, che ha contribuito a definire lo stile del programma e a decretarne il successo, è sicuramente la componente musicale. Rogers stesso vantava una formazione musicale, tanto che si occupava delle melodie e dei testi di tutti i brani del programma. Tuttavia fu l'incontro con Johnny Costa, talentoso pianista jazz originario di Pittsuburgh, a determinare e innalzare lo stile musicale del programma. Abile improvvisatore, Costa ha collaborato come direttore musicale del programma per oltre venticinque anni, arrangiando assieme a Rogers oltre duecento brani.
Un altro elemento distintivo del programma erano sicuramente le opere liriche che venivano interpretate da Johnny Reardon, baritono, amico e compagno di studi del presentatore della trasmissione. Tutte le opere di Mister Rogers' Neighborhood sono state scritte e composte da Fred Rogers e orchestrate da Johnny Costa.

## Influenza nella cultura di massa
Mister Rogers' Neighborhood è una trasmissione che ha riscosso molto successo nel corso degli anni, affermandosi come punto di riferimento dell'infanzia di diverse generazioni. La serie diede vite a numerose interviste e apparizioni del suo protagonista, Fred Rogers, e finì per essere citata in diverse parodie nel mondo della televisione oltre che essere oggetto di film e documentari.
- Mister Robinson's Neighborhood è una parodia del programma di Fred Rogers interpretata da Eddie Murphy, il quale mette in scena un mondo molto diverso da quello rassicurante concepito per il pubblico infantile di Mister Rogers' Neighborhood. Il protagonista, il signor Robinson, affronta con ironia temi politici e sociali come la povertà e la criminalità, utilizzando un tono sarcastico, in quella che si presenta soprattutto come una parodia della comunità afroamericana e, più in generale, della società americana.
- Mister Codgers' Neighborhood  e Mister Rambo's Neighborhood sono due parodie messe in atto durante il The Tonight Show diretto da Johnny Carson. Entrambe sono una rivisitazione ironica e satirica di Mister Rogers' Neighborhood. In particolare, nella prima il conduttore veste i panni del signor Codgers', il quale riprende le sembianze e le abitudini del signor Rogers ma esprime un atteggiamento sarcastico e talvolta cinico nei confronti della quotidianità tipica della trasmissione originale. Nella seconda invece Carson interpreta il ruolo di John Rambo, personaggio cinematografico violento e aggressivo, calandolo all'interno del contesto tranquillo e innocente di Mister Rogers' Neighborhood, ottenendo così un risultato comico e sovversivo.
- Un amico straordinario è un film del 2019 diretto da Marielle Heller e interpretato da Tom Hanks e Matthew Rhys. Il film segue le vicende dell'incontro fra il giornalista Lloyd Vogel (Matthew Rhys) e Fred Rogers (Tom Hanks) da cui in seguito nasce una grande amicizia.
- Mister Rogers: un vicino straordinario è un documentario del 2018 diretto da Morgan Neville basato sulla vita e la carriera di Fred Rogers e che esplora in profondità non solo la figura pubblica ma anche la personalità e l'approccio che hanno reso celebre il presentatore e la sua trasmissione.